# 王秀楚
王 秀楚（おう しゅうそ、拼音：Wáng Xiù-chǔ、生没年不詳）は、明末清初の人で、史可法の幕僚であったことがあり、『揚州十日記』の作者である。
その著作で、揚州において十日間にわたる清朝の兵隊が人々を麻のごとく殺す虐殺の情景を描写している。この書を読んだ人をして、戦慄せしめるものである。
「自四月二十五日起，至五月五日止，共十日，其間皆身所親歴，目所親睹，故漫記之如此，遠處風聞者不載也。」とあるように、筆者自らが体験したことを記したとしているだけに、その描写は真に迫っている。